# سيسوفون
سيسوفون (بالخميرية សិរីសោភ័ណ}}) هي أكبر مدينة وعاصمة محافظة بانتياي مينتشي في كمبوديا